# Yas

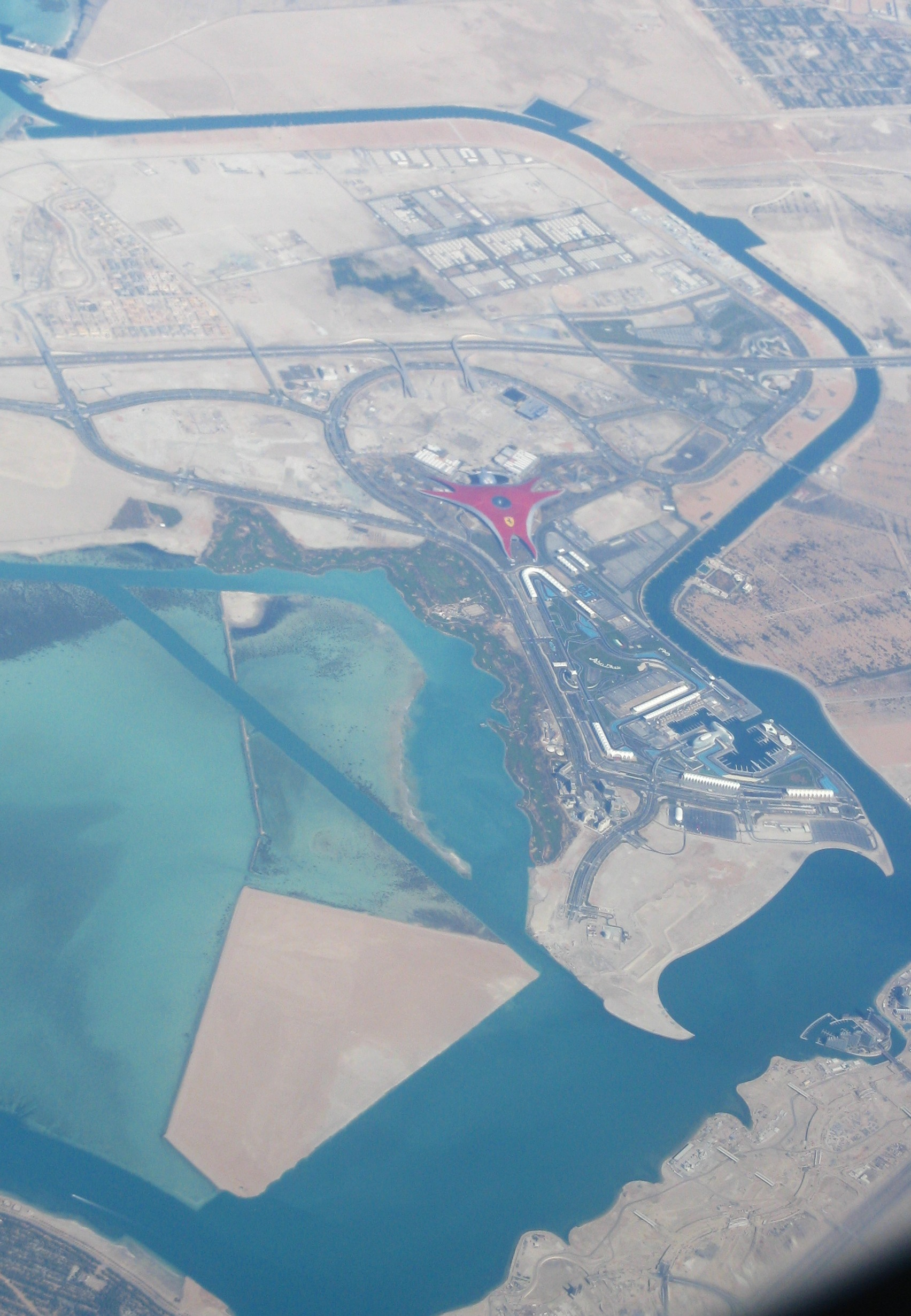
Vy över Yas

Yas är en konstgjord ö utanför Abu Dhabi, Förenade arabemiraten. Yas ingår i ett antal öar i utkanten av Abu Dhabi som tidigare varit öde och nu exploateras som en del av Abu Dhabis ambition att bli en global spelare.
Yas innehåller bland annat formel 1-banan Yas Marina Circuit där Abu Dhabis Grand Prix körs samt nöjesparken Ferrari World. Den planeras dessutom att innehålla Warner Brothers Enterntainment Park, ett vattenland, koncepthotell, bostäder, parker och golfbanor etc. Yas kan ses som Abu Dhabis nöjesö, medan närbelägna Sadiyat i kontrast blir Abu Dhabis kulturcentrum.
Yas var den plats MMA-organisationen UFC kallade Fight Island när de under Coronaviruspandemin 2019–2021 började anordna matcher utanför USA.